# Bernd Posselt

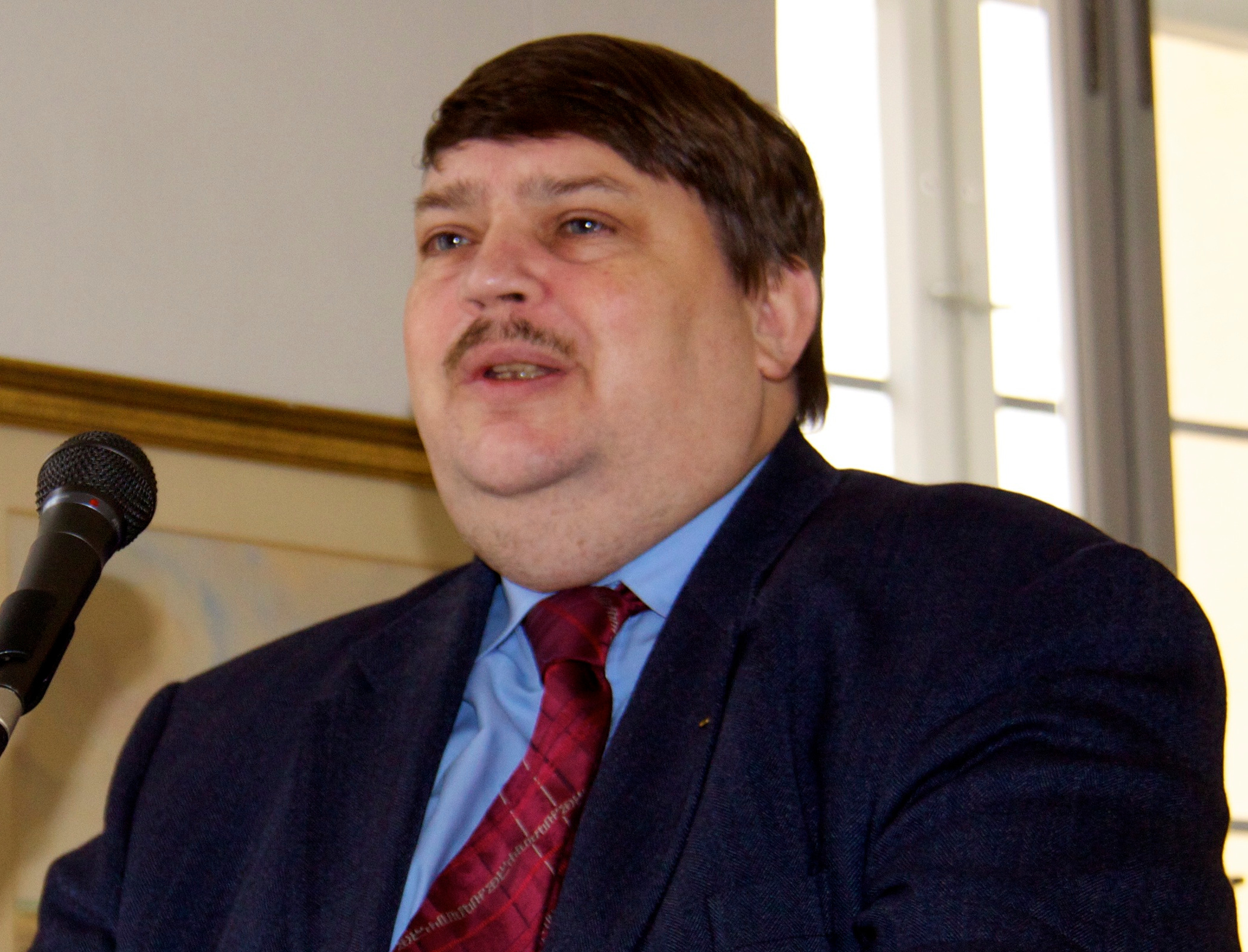
Bernd Posselt (2013)

Bernd Posselt este un om politic german, membru al Parlamentului European în perioada 1999-2004 din partea Germaniei.
1. ↑  Bernd Posselt, Munzinger Personen, accesat în 9 octombrie 2017
2. ↑  „Bernd Posselt”, Gemeinsame Normdatei, accesat în 9 aprilie 2014
3. ↑  „Bernd Posselt”, Gemeinsame Normdatei, accesat în 10 decembrie 2014
4. ↑  Deputații în Parlamentul European